# Choriplax
Choriplax is een monotypisch geslacht van keverslakken uit de familie van de Choriplacidae.

## Soort
- Choriplax grayi (Adams & Angas, 1864)